# فريدريش بوب
فريدريش بوب (بالألمانية: Fritz Bopp)‏ (و. 1909 – 1987 م) هو فيزيائي، وأستاذ جامعي من ألمانيا . ولد في فرانكفورت.
توفي في ميونخ ، عن عمر يناهز 78 عاماً.

## التعليم
تعلم في جامعة غوتنغن

## مناصب وهيئات
أدار جامعة لودفيغ ماكسيميليان في ميونخ.